# Claude-Constant Flusin
Claude-Constant Flusin, né le 29 août 1911, à Fougerolles (Haute-Saône), et mort le 9 février 1979, à Champagnole (Jura), est un évêque catholique français, père conciliaire de Vatican II.

## Biographie

Claude-Constant Flusin (au centre) lors de l'inauguration du clocher de l’église de Monnières (Jura).

Claude-Constant Flusin est né le 29 août 1911, à Fougerolles (Haute-Saône).
Il est ordonné prêtre le 12 juillet 1937, à Besançon (Doubs).
Il est nommé évêque de Saint-Claude le 31 août 1948, pour succéder à Irénée-Rambert Faure, décédé en fonction deux mois auparavant.
Il est consacré le 28 octobre 1948, en la cathédrale Saint-Jean de Besançon, par Maurice-Louis Dubourg, archevêque de Besançon.
Il participe au IIe concile œcuménique du Vatican, qui se déroule du 11 octobre 1962 au 8 décembre 1965.
Il démissionne le 10 juin 1975 et se retire à la maison de retraite de Vannoz (Jura), où il meurt le 9 février 1979.